# Byblos

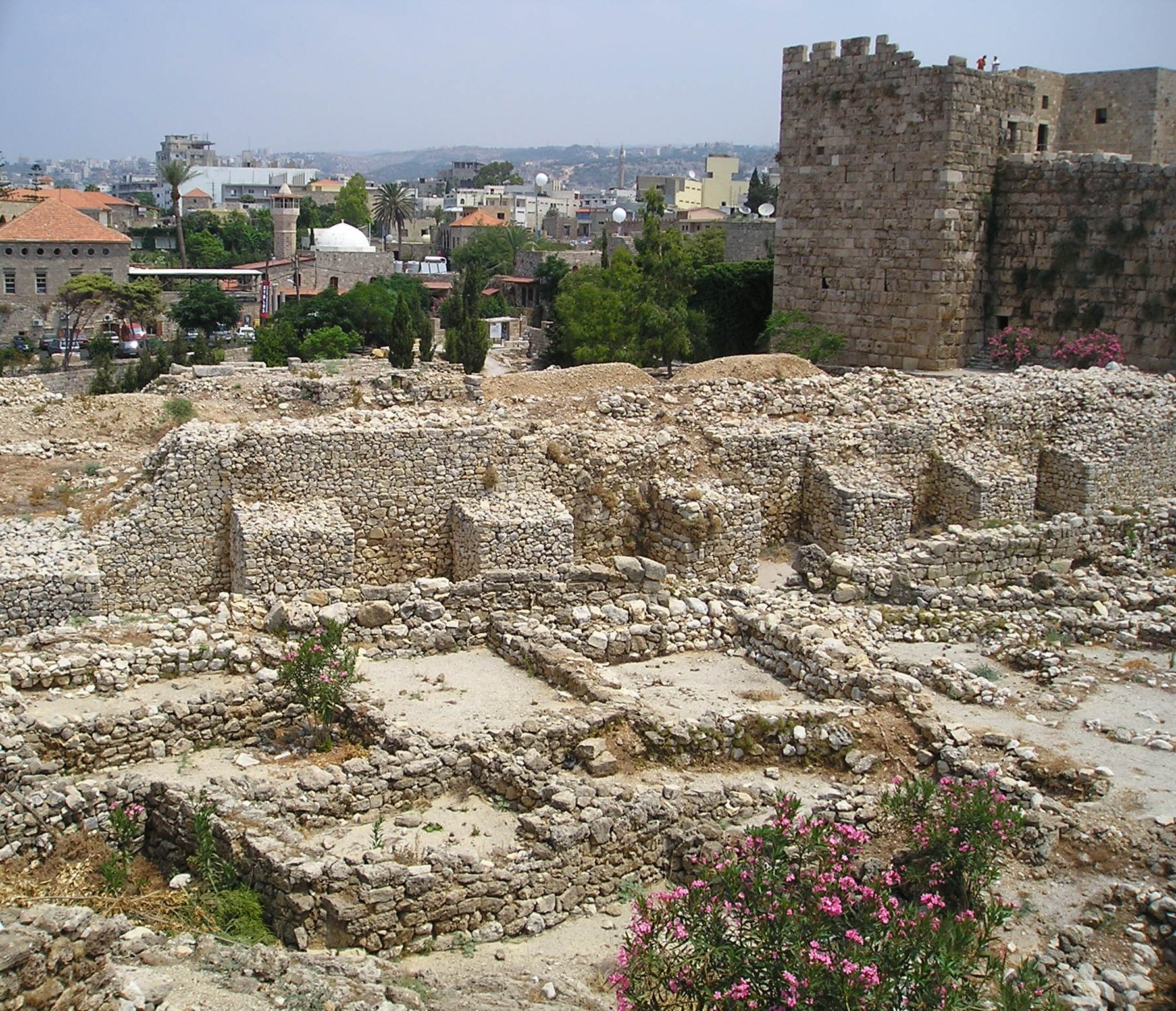
Byblos.

Den antika staden Byblos (arabiska جبيل Ǧubayl, (grekiska Βύβλος Byblos - Papyros, grekiska "Πάπυρος") är en arkeologisk plats i mellersta Libanon cirka 37 km norr om huvudstaden Beirut i muhafazah (provins) Jabal Libanon i den nuvarande staden Jbeil.
Moderna Jbeil är även idag en hamnstad.
Platsen upptogs på Unescos världsarvslista 1984.

## Historia
Området tros ha varit bebott sedan 5000-talet f. Kr. och hyste en betydande hamn redan på 3000-talet f. Kr. Under bronsåldern blev Byblos en viktig hamnstad i Levanten innan Fenicien uppstod. Invånarna i staden kallades "byblier" och var kända för sin papyrushandel. Fenicierna inhandlade papyrus i Egypten som var det enda område där denna bearbetades. Därefter exporterades papyrusen till de grekiska stadsstaterna. Denna handel med grekerna blev så omfattande att grekerna gav papyrus namnet biblos, sedermera biblion, som i sin tur kan ha givit upphov till namnet på den heliga skrift: "bibeln". Fenicierna var obenägna att berätta varifrån de fått sina varor och uppgav därför – för att inte förlora sin ställning som mellanhand – att papyrusen härstammade från de egna hemtrakterna. Cirka 900 f. Kr. råkade Byblos under assyriskt välde och kom därefter att styras av babylonier och perser. Efter Alexander den stores död kontrollerades staden av seleukiderna och blev sedermera en viktig hamn och knutpunkt för korstågens kristna fartyg. År 1187 erövrades staden av Saladin och inlemmades 1516 i det osmanska riket.
Byblos är därmed en av världens äldsta och sedan urminnes tider bebodda städer.

## Byggnader
Bland de framstående byggnader som ännu finns bevarade kan nämnas
- Obelisktemplet
- Teatern
- Kolonnaden
- Korsfararborgen

## Bilder

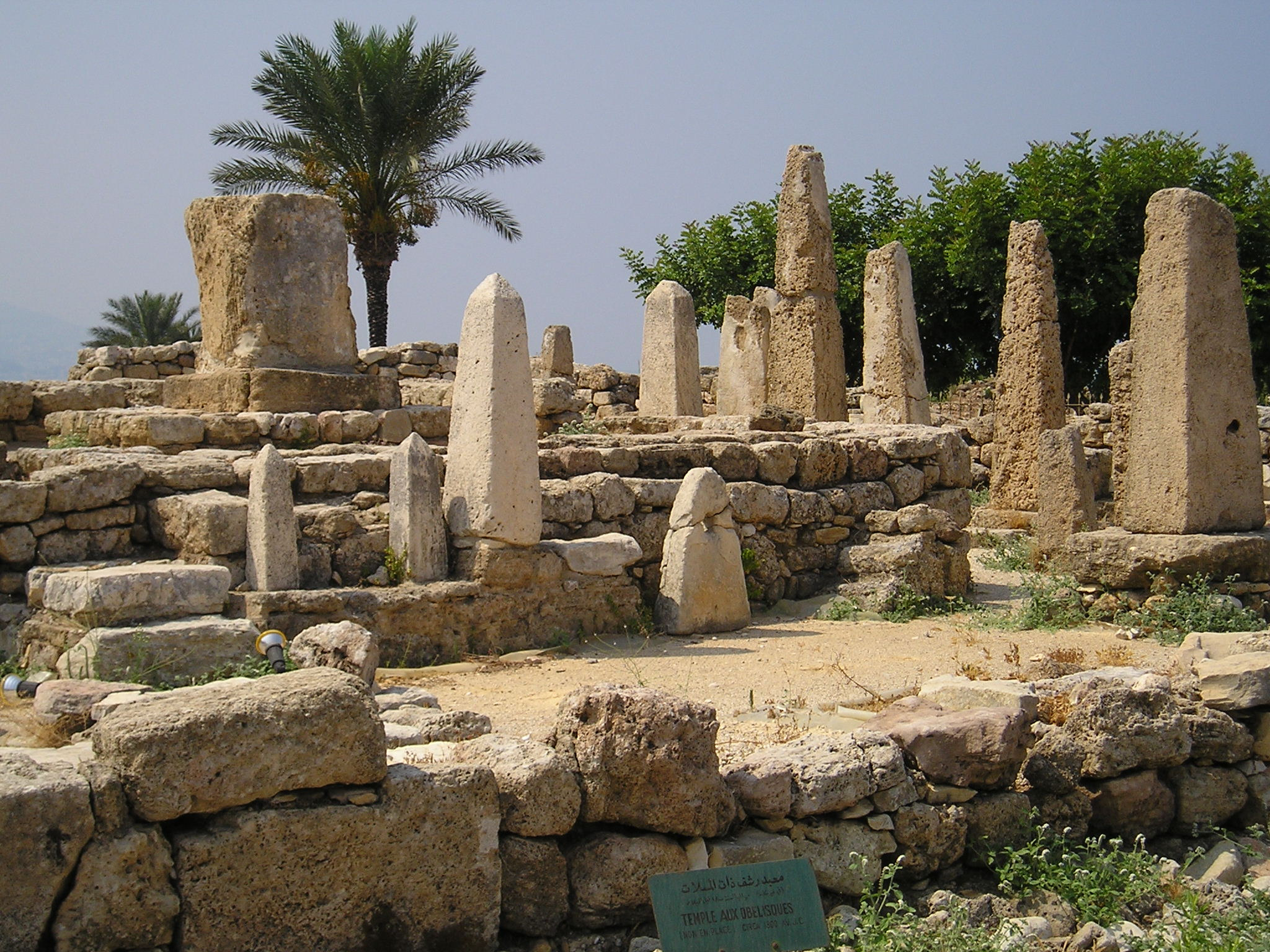
Obelisktemplet.
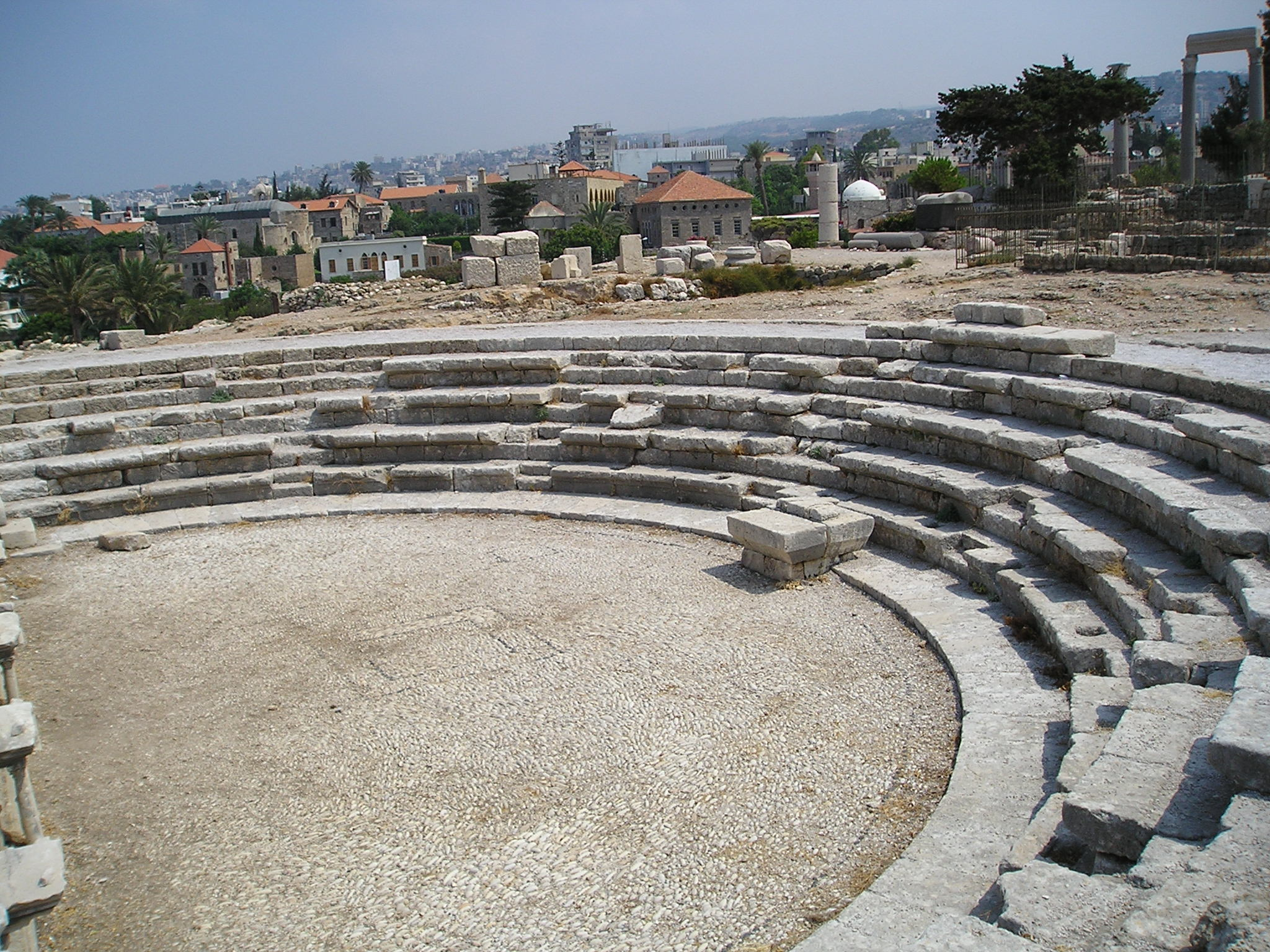
Teatern.
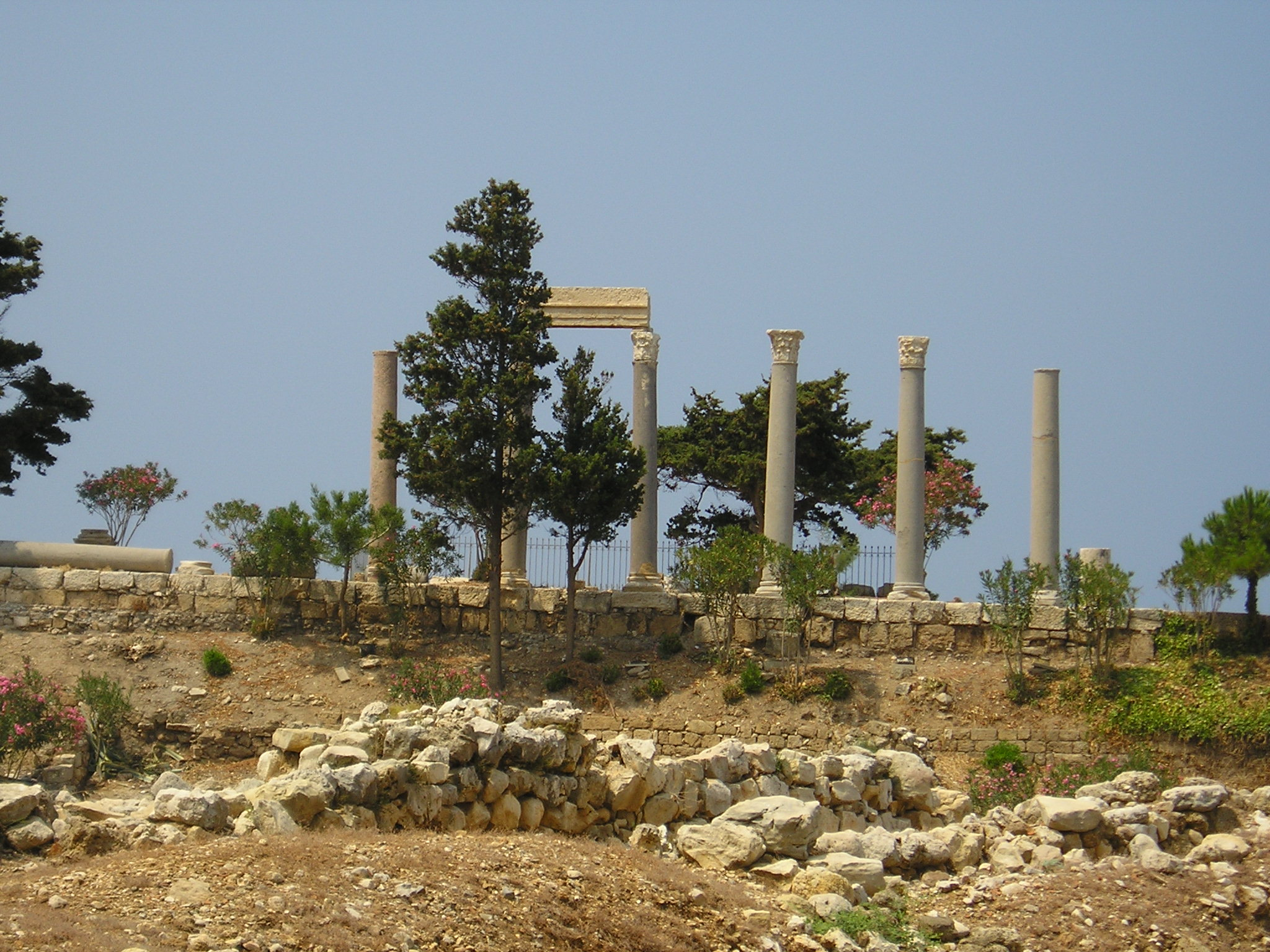
Kolonnaden.
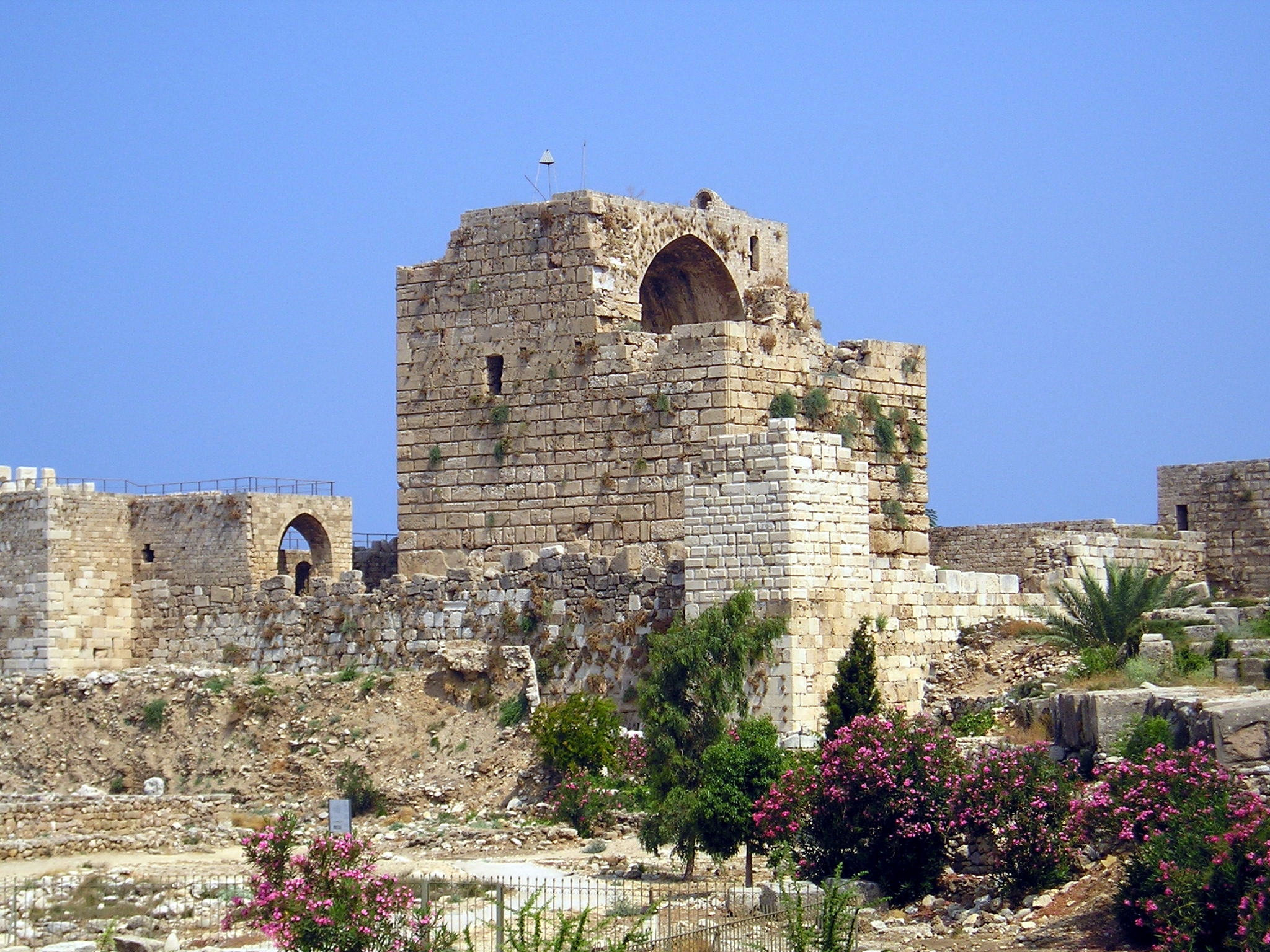
Korsfararborgen.
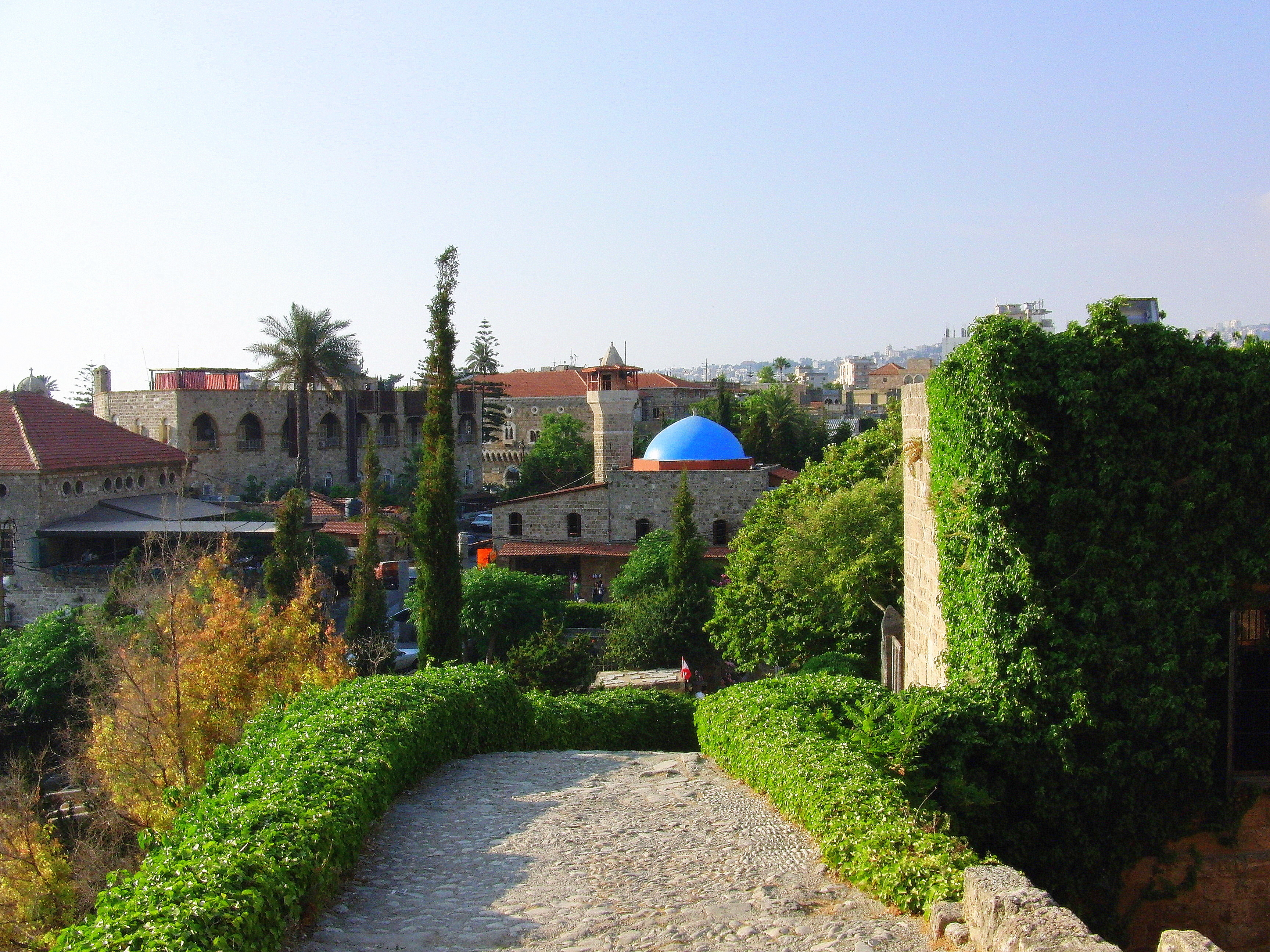
Byblos Jbeil Lebanon.